# Rupnagar (distrikt)
Rupnagar är ett distrikt i Indien.   Det ligger i delstaten Punjab, i den norra delen av landet, 280 km norr om huvudstaden New Delhi. Antalet invånare är 684 627.
Följande samhällen finns i Rupnagar:
- Rūpnagar
- Nāngal Township
- Morinda
- Anandpur Sāhib
- Nūrpur Kalān